# Conus binghamae
Conus binghamae é uma espécie de gastrópode do gênero Conus, pertencente a família Conidae.